# Fat Possum Records
Fat Possum Records est un label discographique indépendant américain, basé à Oxford, dans le Mississippi. Spécialisé dans le blues, le label produit également quelques artistes de rock et hip-hop.
Fondé par Matthew Johnson et Peter Redvers-Lee en 1991, le label s'était initialement spécialisé dans la découverte des musiciens de blues du nord du Mississippi, qui n'avaient généralement jamais encore enregistré de disque. À la demande de Fat Possum, des artistes, particulièrement R. L. Burnside, ont abandonné le blues standard pour s'orienter vers des albums plus techno comme ce fut le cas plus tard pour le groupe Moby. Cela n'a pas manqué de créer une grande controverse parmi les puristes du blues.
À mesure de son développement, le label élargit son panel d'artistes et produit des jeunes groupes comme Heartless Bastards, Deadboy and the Elephantmen, Youth Lagoon et The Black Keys.

## Histoire
Fat Possum est fondé en 1991 par Peter Redvers-Lee, rédacteur en chef de Living Blues, qui étude à cette période à l'université du Mississippi pour obtenir une maîtrise en journalisme,. Il prévoit alors de lancer un label et choisit le nom avec un autre étudiant, Billy « Pup » Cochrane. Le cofondateur Matthew Johnson, qui a grandi dans l'État, était également étudiant à l'université du Mississippi. Vers 1994, Lee part et l'ingénieur du son indépendant Bruce Watson assume son rôle d'agent artistique. Un des premiers investisseurs est John Hermann de Widespread Panic, qui propose également le nom de Robert Palmer en tant que producteur,.
Le label se spécialise d'abord dans la découverte de joueurs de blues de la région du Mississippi du Nord, dont beaucoup n'ont jamais enregistré auparavant. À la demande de Fat Possum, certains artistes, en particulier R. L. Burnside, sortent à la fois des albums de blues standard et des albums plus techno, dans le style qui sera plus tard rendu célèbre par l'album Play de Moby. La plupart des premiers artistes de Fat Possum ont été choisis avec l'aide de Palmer (ancien professeur de Johnson à l'université du Mississippi), qui a également produit un certain nombre de disques pour le label.
Les premières sorties de Fat Possum sont acclamées par la critique, en particulier l'album All Night Long de Junior Kimbrough, qui a reçu 4 étoiles de Rolling Stone et l'approbation bruyante d'Iggy Pop. En 1995, ils ajoutent le bluesman de l'Arkansas John « So Blue » Weston à leur liste, avec So Doggone Blue produit par Larry Hoffman, nommé aux Grammy Awards et auteur de Living Blues. Des différends entre l'artiste et le label ont conduit Hoffman à racheter le master et à le vendre à Evidence Records. Fat Possum a toujours été à court d'argent. Le bouche à oreille et les compilations d'artistes, telles que Not the Same Old Blues Crap 3 (avec une illustration de couverture de Joe Sacco) et All Men Are Liars, sortent progressivement Fat Possum du rouge, même si ce n'est que pour de brèves périodes. Une bataille juridique avec Capricorn Records, qui devait être leur distributeur, a drainé les fonds de Fat Possum et laissé un certain nombre de projets sur le carreau.
Avec le temps, de nombreux artistes du label décèdent. Asie Payton, King Ernest et Charles Caldwell décèdent avant la sortie de leurs disques. Kimbrough meurt en 1998 et Burnside en 2005. T-Model Ford et Robert Belfour rejoignent le label dans les années 2010.
En réponse aux premiers décès, Fat Possum commence à publier davantage de disques d'archives. Les enregistrements de George Mitchell sont d'abord sortis sous forme d'albums individuels de Furry Lewis, Mississippi Joe Callicott, R.L. Burnside, Townes Van Zandt et d'autres, avec des couvertures conçues par Chip Kidd, puis en vrac sous la forme de la George Mitchell Collection. Ils acquièrent le catalogue d'Al Green, y compris ses best-of de 1975.
Le groupe à succès The Black Keys sort son deuxième album Thickfreakness (2003) sur Fat Possum, et quitte le label après son troisième album Rubber Factory (2004). L'album retour de Solomon Burke, Don't Give Up on Me, remporte le Grammy Award 2003 du meilleur album de blues contemporain. En 2013, Fat Possum publie Ready to Die d'Iggy and the Stooges.
Concluant que la recherche de talents ruraux était sans espoir,, Fat Possum a commencé à élargir sa base d'artistes et à signer une série de groupes de rock indépendant plus jeunes comme Andrew Bird, Milk Music, MellowHype, the Heartless Bastards, Deadboy and the Elephantmen, Wavves, Youth Lagoon, The Walkmen, Temples, Yuck, Fat White Family, The Districts, Crocodiles, Bass Drum of Death, et Soccer Mommy. Ils puisent dans la scène indie-folk en publiant les albums solo d'A.A. Bondy, le leader de Verbena, de The Felice Brothers et de la compositrice Lissie. En 2021, le groupe de punk rock Off! est signé sur le label et annonce qu'en plus de leur quatrième album studio à venir, Fat Possum sortirait également leur catalogue. En 2023, Fat Possum sort We Buy Diabetic Test Strips d'Armand Hammer.

## Groupes et artistes
- Hasil Adkins
- Robert Belfour
- Andrew Bird
- The Black Keys
- Blackfire Revelation
- Kenny Brown
- Solomon Burke
- R. L. Burnside
- Yuck
- Charles Caldwell
- Mississippi Joe Callicott
- Cedell Davis
- Country Teasers
- Dave Thompson
- Deadboy and the Elephantmen
- Entrance
- The Fiery Furnaces
- Fat White Family
- T-Model Ford
- Gil Mantera's Party Dream
- Hezekiah Early
- Paul Westerberg
- Heartless Bastards
- J.W. Warren
- Jelly Roll Kings
- Jimmy Lee Williams
- Johnny Farmer
- Jojo Hermann
- King Ernest
- Junior Kimbrough
- Furry Lewis
- Little Axe
- Little Freddie King
- Bob Log III
- The Neckbones
- Nathaniel Mayer
- Fred McDowell
- Paul « Wine » Jones
- Asie Payton
- Red Onions
- Robert Cage
- Scott Dunbar
- Soccer Mommy
- Sunday Nights
- Super Chikan
- Thee Shams
- Twenty Miles
- Elmo Williams
- We Are Wolves
- Yak
- Youth Lagoon
- Royal Trux